# Prospero Caterini
Prospero Caterini (né le 15 octobre 1795 à Onano, dans l'actuelle province de Viterbe, dans le Latium, alors dans les États pontificaux et mort le 28 octobre 1881 à Rome) est un cardinal italien du XIXe siècle.

## Biographie
Prospero Caterini exerce diverses fonctions au sein de la Curie romaine, notamment comme assesseur de la Congrégation de l'Inquisition
Le pape Pie IX le crée cardinal lors du consistoire du 7 mars 1853. 
Le cardinal Caterini est préfet de l'économie de la Congrégation pour la Propaganda Fide, préfet de la Congrégation du Concile et secrétaire de la Congrégation de l'Inquisition. 
Il est président de la Commission cardinalice pour la préparation du concile et participe au concile de Vatican I en 1869-1870. Il participe aussi au conclave de 1878, lors duquel Léon XIII est élu pape. Il est cardinal proto-diacre et c'est lui qui annonce l'élection de Léon XIII, mais pour des raisons de santé il ne peut couronner le nouveau pape.

## Sources
- Fiche du cardinal Prospero Caterini sur le site fiu.edu